# Мтаварі
Мта́варі (груз. მთავარი /mtʰɑvɑri/ — головний, старший), великі феодали, які займали важливі державні пости у феодальній  Грузії. У XVI—XVIII століттях мтаварі перетворилися на спадкових правителів напівнезалежних областей Західної Грузії (Абхазія, Мегрелія, Сванетія, Гурія). В цих князівствах вони утримували титул мтаварі до ліквідації їх влади Російською імперією у 1828—1864 роках.